# Акасио (фудбалер)
Акасио Кордеиро Барето (Кампос дос Гојтаказес, 20. јануара 1959) бивши је бразилски фудбалски голман. Најзначајнији период своје каријере провео је у саставу Васка да Гаме, где је наступао од 1982. до 1991. године.